# نهر الروسي (كاليفورنيا)

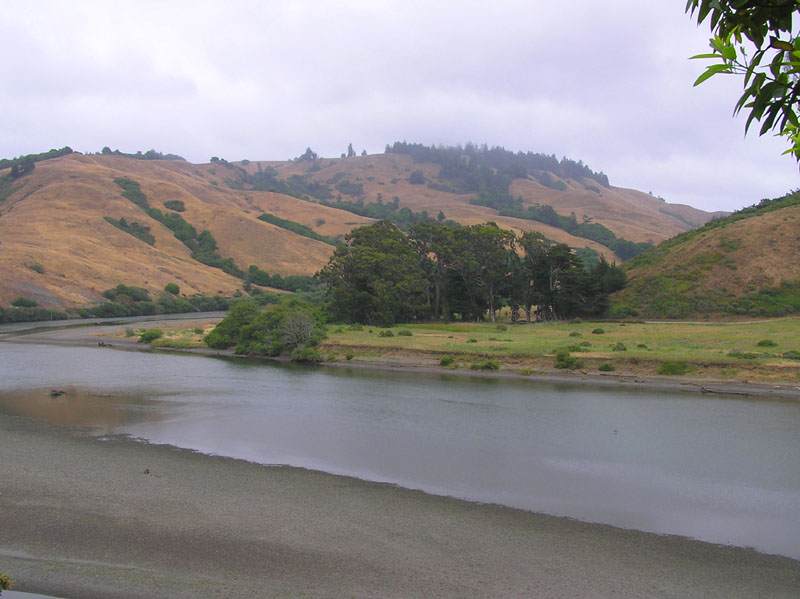
نهر الروسي

نهر الروسي هو نهر في شمال كاليفورنيا ينبع من مقاطعة ميندوسينو ويصب في مقاطعة سونوما بطول يبلغ 100 كم .